# Backhousia myrtifolia
Backhousia myrtifolia är en myrtenväxtart som beskrevs av William Jackson Hooker och William Henry Harvey. Backhousia myrtifolia ingår i släktet Backhousia och familjen myrtenväxter. Inga underarter finns listade i Catalogue of Life.

## Bildgalleri

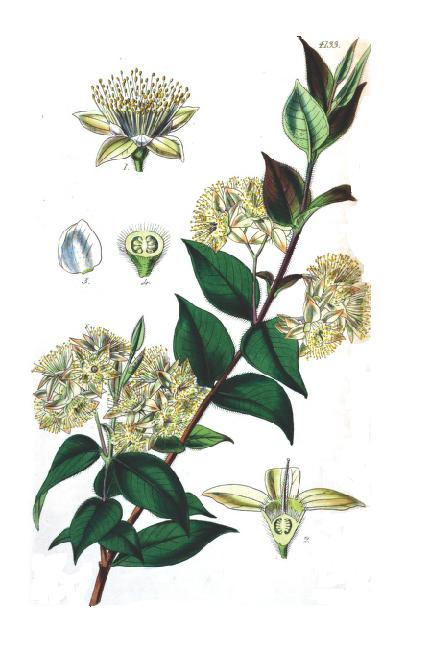
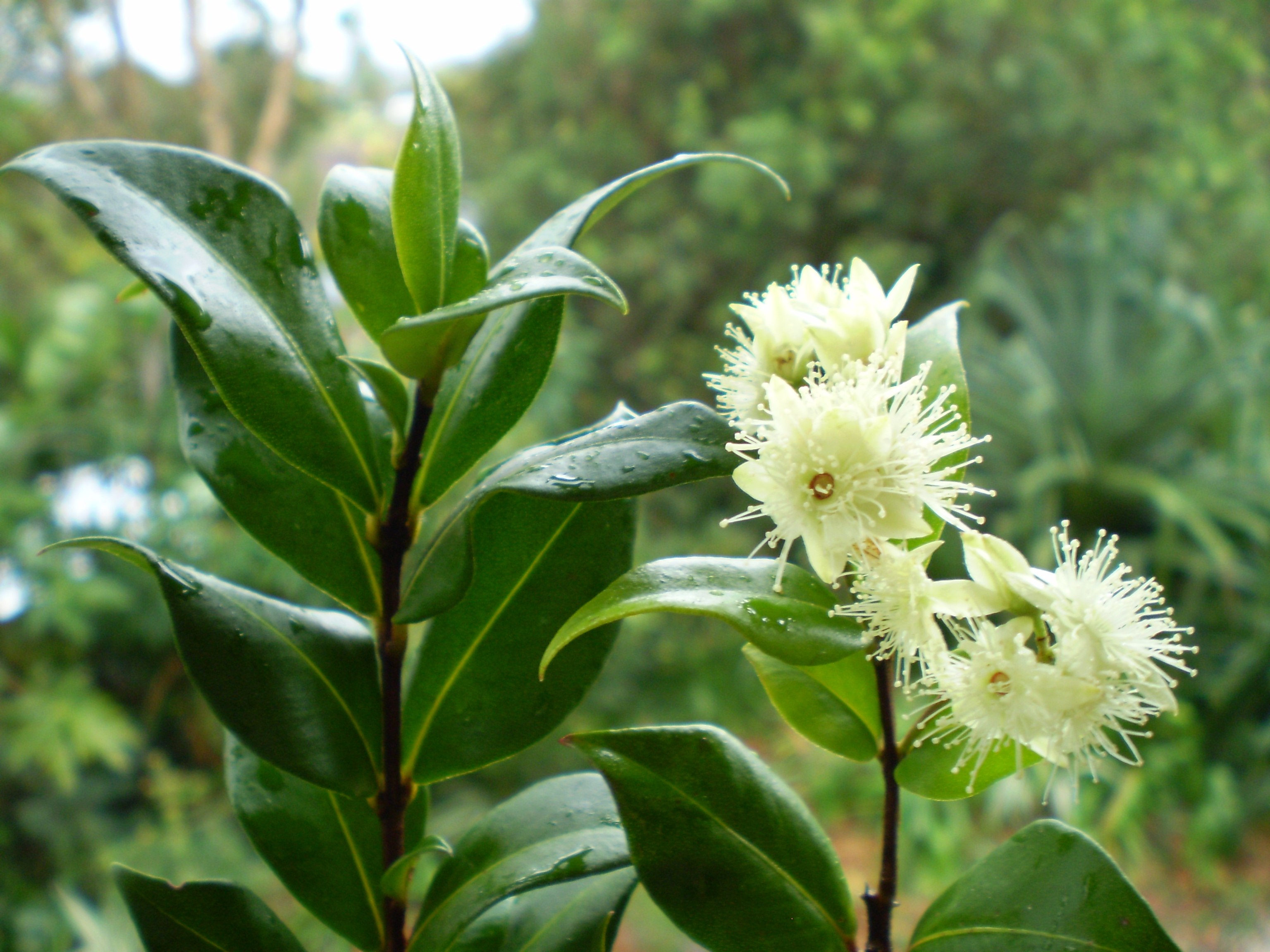